# Landschaftsschutzgebiet
Ein Landschaftsschutzgebiet (kurz LSG oder LS) ist in Österreich, Deutschland und Südtirol eine Gebietsschutzkategorie des Naturschutzrechts. Gegenüber Naturschutzgebieten zielen Schutzgebiete des Landschaftsschutzes auf das allgemeine Erscheinungsbild der Landschaft, sind oft großflächiger angelegt, Auflagen und Nutzungseinschränkungen hingegen geringer. Landschaftsschutzgebiete können auch ausgewiesen werden, um das Landschaftsbild für Tourismus und Erholung zu erhalten. Landschaftsschutzgebiete entsprechen im Allgemeinen einem Schutzgebiet der Kategorie V (Protected Landscape) der International Union for Conservation of Nature and Natural Resources.

## Deutschland
Das Landschaftsschutzgebiet gehört in Deutschland zu den Möglichkeiten des gebietsbezogenen Naturschutzes, den das Bundesnaturschutzgesetz (BNatSchG) bereitstellt. Da Landschaftsschutz dem Landesrecht unterliegt und die Vorschriften von den Bundesländern erlassen werden, unterscheiden sich auch die auf das Landschaftsschutzgebiet hinweisenden Schilder wesentlich.

### Einrichtung
Kriterien für die Einrichtung von Schutzgebieten befinden sich in § 26 Abs. 1 BNatSchG. Einzelheiten der Schutzgebietsausweisung, wie die dafür zuständigen Behörden, bestimmen in Deutschland die Bundesländer. Sie legen fest, in welcher Form die Landschaftsschutzgebiete gekennzeichnet werden. Die Ausweisung von Landschaftsschutzgebieten erfolgt auf Ebene der unteren Naturschutzbehörde. Für jedes einzelne Schutzgebiet wird eine Verordnung verfasst. Darin wird die genaue Ausdehnung des Landschaftsschutzgebietes und der besondere Schutzzweck definiert und geregelt, welche Handlungen im Einzelnen zulässig oder verboten sind. Die Verfolgung des Schutzzweckes wird auf der unteren Vollzugsebene bewerkstelligt. Deshalb zählt diese Schutzgebietskategorie nicht zu den „streng geschützten Schutzgebieten“ (wie z. B. ein Naturschutzgebiet). In der Praxis werden die Ziele der Verordnungen von Landschaftsschutzgebieten nur begrenzt verfolgt.
In Landschaftsschutzgebieten bestehen in der Regel nur geringe Auflagen für die land- oder forstwirtschaftliche Bodennutzung. Verboten sind insbesondere alle Handlungen, die den „Charakter“ des Gebiets verändern. So kann gegebenenfalls der Umbruch einer Wiese zur Gewinnung von Ackerland untersagt werden, wenn das Gebiet von Grünland geprägt ist. Besondere Auflagen für die Nutzung der Wiese (z. B. Düngeverbote) sind hingegen in Landschaftsschutzgebieten üblicherweise nicht vorgesehen. Die Regelungen zur Bebauung in der freien Landschaft (im Außenbereich) sind in Landschaftsschutzgebieten verschärft.
Landschaftsschutzgebiete sind bei der Bauleitplanung zu berücksichtigen und müssen in Bebauungsplänen dargestellt und beachtet werden. Man spricht von einer nachrichtlichen Übernahme. Sie sind verbindlich und können nicht etwa aufgrund eines übergeordneten Allgemeinwohls in der Abwägung überwunden werden. Ist eine Bebauung beabsichtigt, kann das Landschaftsschutzgebiet allerdings aufgehoben werden. Für die Aufhebung gelten im Prinzip dieselben Regeln wie für die Ausweisung.
Ende 2008 gab es nach Zahlen des Bundesamts für Naturschutz 7203 Landschaftsschutzgebiete mit einer Gesamtfläche von 9,9 Millionen Hektar. Dies entspricht etwa 28 % der Fläche Deutschlands. Gegenüber früheren Jahren hat sich damit die Anzahl und Flächengröße der Landschaftsschutzgebiete deutlich verkleinert. Dies beruht vorrangig darauf, dass Hessen – in großen Teilen – bestehende Landschaftsschutzgebiete aufgehoben hat.
Neben dem Landschaftsschutzgebiet ermöglicht das Bundesnaturschutzgesetz weitere Schutzgebiete in Natur- und Landschaftsschutz.

### Kennzeichnung
Landschaftsschutzgebiete wurden in Westdeutschland von 1954 bis 1994 einheitlich durch grüne, dreieckige Schilder gekennzeichnet, auf denen in einem weißen Feld ein skizzierter fliegender Seeadler zu sehen war. Die Konzeption dieser Schilder blieb im Einzelnen den Ländern überlassen, in deren Zuständigkeitsbereich die Umweltpolitik liegt. So zeigen viele Schilder bis heute abweichende Details im Logo und in der Typographie. Die schwarz-weiße Flugbildzeichnung eines schwebenden Seeadlers geht auf den Maler und Graphiker Hans Troschel zurück, der als Naturliebhaber auch das Buch Am See der Milane schrieb. Der Seeadler wurde als Symbol des deutschen Wappenvogels übernommen. Ebenfalls 1954 wurde in der Deutschen Demokratischen Republik ein Schild amtlich, das ein von dem Naturschützer Kurt Kretschmann (1914–2007) gestaltetes Logo einer Waldohreule zeigte. In seiner letzten Version wurde ein graphisch verändertes Bild der Eule auf einem gelben, trapezförmigen Schild mit einem nach oben spitzwinkligen Ende am 1. Juni 1971 in der DDR rechtsgültig. Im Rahmen der Wiedervereinigung kam es zu dem Beschluss der 42. Umweltministerkonferenz vom 18./19. Mai 1994, das Eulensymbol auf dem Gebiet der ehemaligen DDR weiterzuverwenden. Außerdem wurde angeregt, das Symbol der Waldohreule in ganz Deutschland einzuführen. Diese Anregung wurde von einigen westdeutschen Bundesländern aufgegriffen, wobei es Ländersache blieb, wie ein künftiges Eulenlogo gestaltet sein sollte. Statt der Bezeichnung Adler wird in Bayern amtlich auch von Greifvogel gesprochen.
- Baden-Württemberg, Bayern, Hamburg, Hessen, Nordrhein-Westfalen, Rheinland-Pfalz und das Saarland verwenden den Seeadler im grünen Dreieck.
- In Berlin wird seit Ende Dezember 1994[3] die Kretschmann-Eule im grünen, dreieckigen Schild aufgestellt.
- Niedersachsen ließ 1996 ein eigenes Eulenlogo im grünen, dreieckigen Schild entwickeln.
- Auch in Bremen gilt die Eule im grünen Dreieck.
- Brandenburg, Mecklenburg-Vorpommern, Sachsen, Sachsen-Anhalt, Schleswig-Holstein und Thüringen verwenden die Eule wie zu DDR-Zeiten im Fünfeck, wobei Sachsen-Anhalt anstelle des gelben einen weißen Grund verwendet.

Schilder zur Kennzeichnung von Landschaftsschutzgebieten
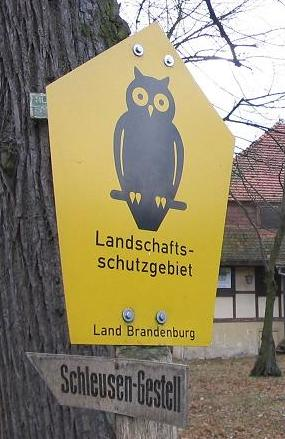
LSG-Eule in Brandenburg
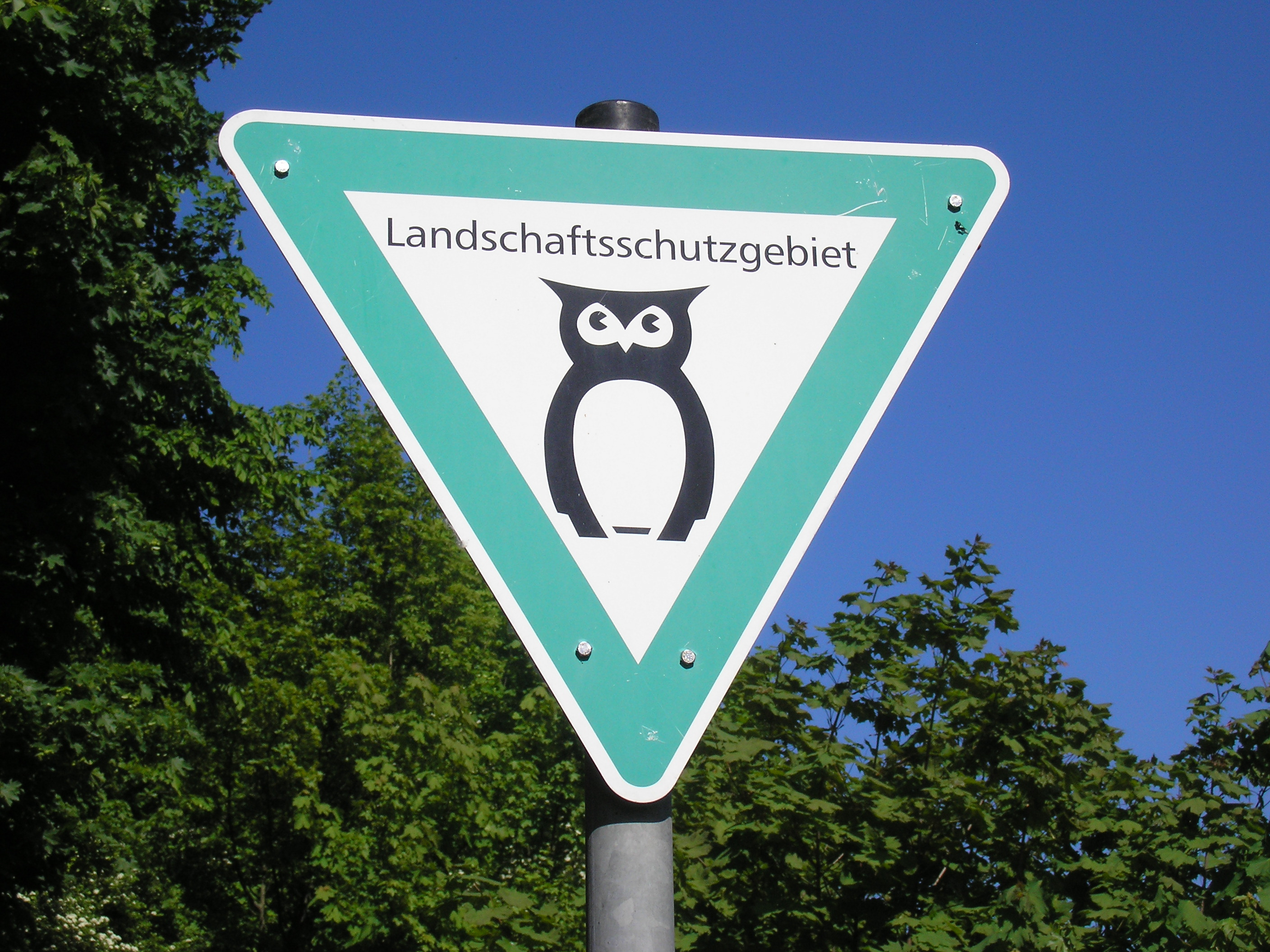
LSG-Eule in Niedersachsen (seit 1996)
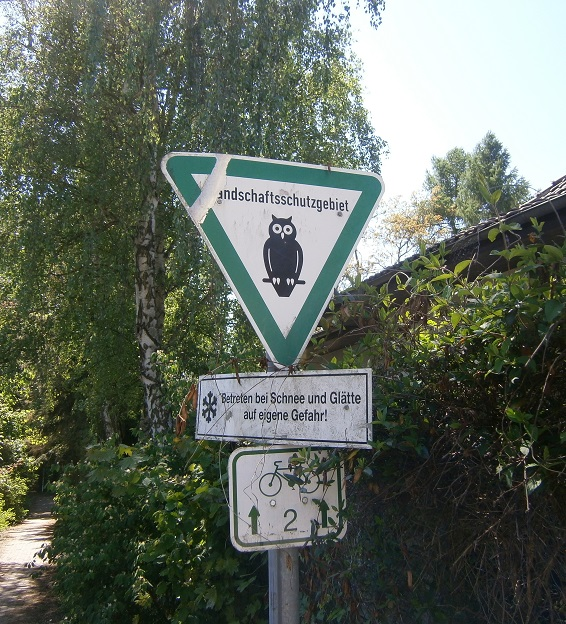
LSG-Eule in Berlin (seit Dezember 1994)
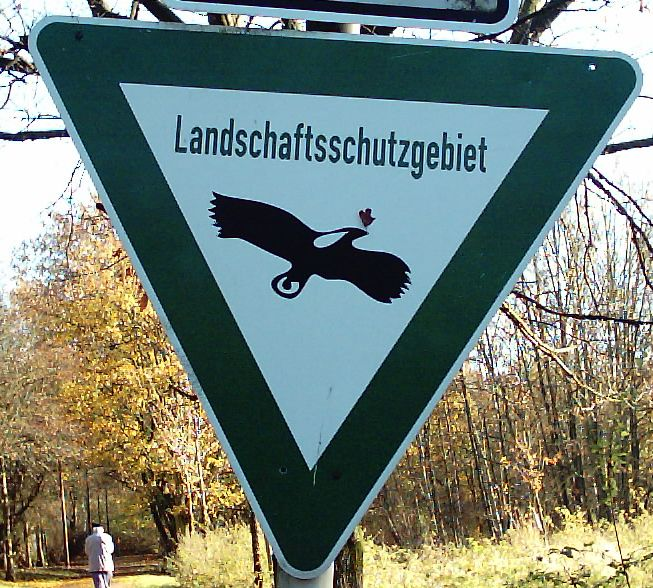
LSG-Adler in Nordrhein-Westfalen
LSG-Adler in Bayern (Frühe Ausführung seit 1954)
LSG-Greifvogel in Bayern (Stand: Dezember 2007)
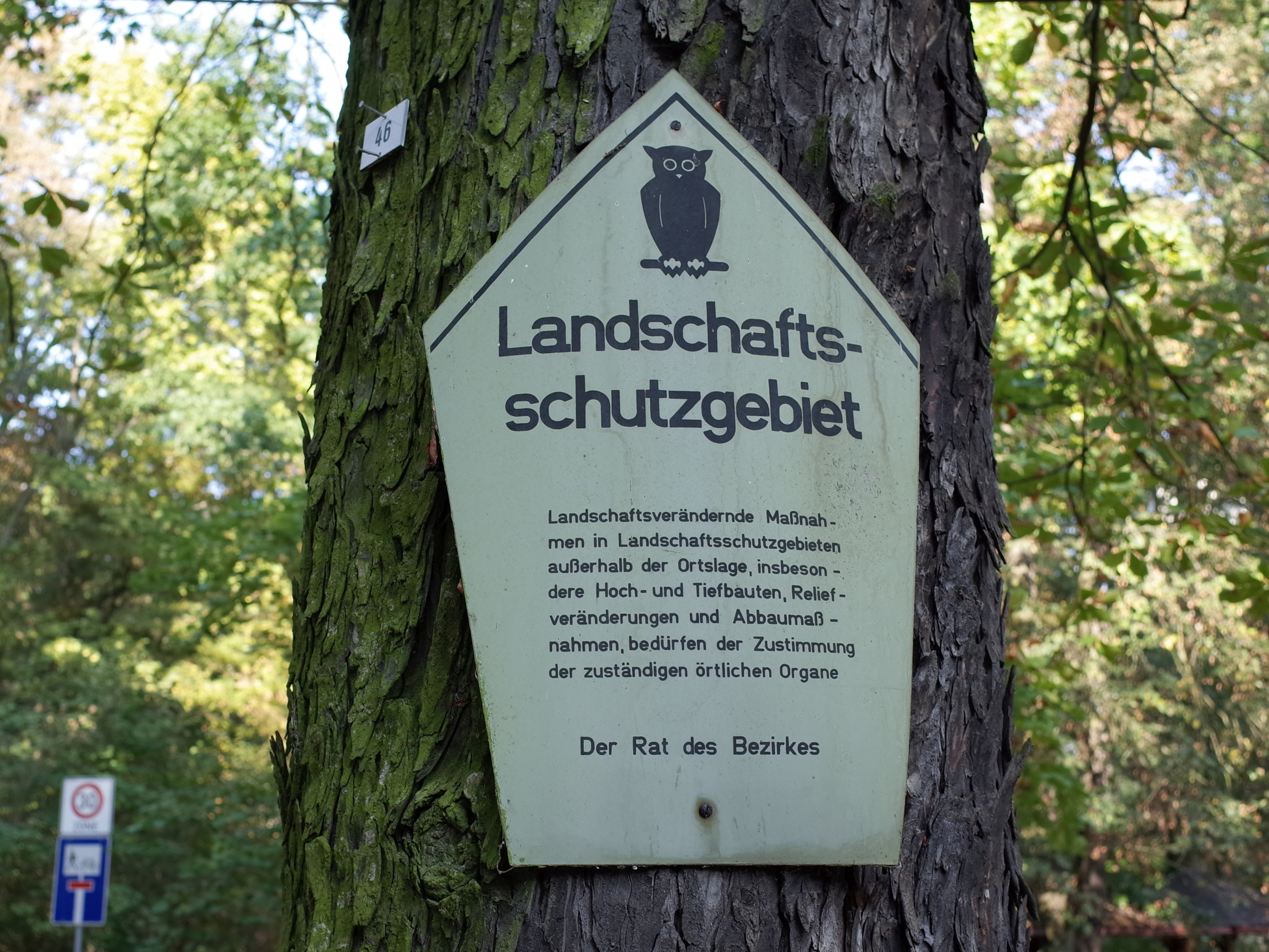
LSG-Eule in der DDR

### Flächenanteile der Landschaftsschutzgebiete in den Bundesländern
| Bundesland             | Anzahl | Flächenanteil | Landesnaturschutzgesetz | Schutzgebiete                                                      |
| ---------------------- | ------ | ------------- | --- | ------------------------------------------------------------------ |
| Baden-Württemberg      | 1451   | 22,4 %        | Gesetz zum Schutz der Natur, zur Pflege der Landschaft und über die Erholungsvorsorge in der freien Landschaft (Naturschutzgesetz – NatSchG) vom 13. Dezember 2005                                                      | Liste der Landschaftsschutzgebiete in Baden-Württemberg            |
| Bayern                 | 704    | 30,0 %        | Gesetz über den Schutz der Natur, die Pflege der Landschaft und die Erholung in der freien Natur (Bayerisches Naturschutzgesetz – BayNatSchG) Vom 23. Februar 2011                                                      | Liste der Landschaftsschutzgebiete in Bayern                       |
| Berlin                 | 55     | 14,2 %        | Gesetz über Naturschutz und Landschaftspflege von Berlin (Berliner Naturschutzgesetz – NatSchGBln) Vom 30. Januar 1979 (In der Fassung vom 3. November 2008)                                                            | Liste der Landschaftsschutzgebiete in Berlin                       |
| Brandenburg            | 116    | 39,9 %        | Brandenburgisches Ausführungsgesetz zum Bundesnaturschutzgesetz (Brandenburgisches Naturschutzausführungsgesetz-BbgNatSchAG) in der Fassung der Bekanntmachung vom 21. Januar 2013                                      | Liste der Landschaftsschutzgebiete in Brandenburg                  |
| Bremen                 | 12     | 19,7 %        | BremNatSchG (Bremisches Naturschutzgesetz) Verkündungsstand: 16. April 2016 | Liste der Landschaftsschutzgebiete in der Freien Hansestadt Bremen |
| Hamburg                | 32     | 13,1 %        | Hamburgisches Gesetz zur Ausführung des Bundesnaturschutzgesetzes (HmbBNatSchAG) Vom 11. Mai 2010 | Liste der Landschaftsschutzgebiete in Hamburg                      |
| Hessen                 | 124    | 10,2 %        | Hessisches Ausführungsgesetz zum Bundesnaturschutzgesetz (HAGBNatSchG) Vom 20. Dezember 2010, geändert durch Artikel 3 des Gesetzes vom 12. Dezember 2012                                                               | Liste der Landschaftsschutzgebiete in Hessen                       |
| Mecklenburg-Vorpommern | 145    | 24,6 %        | Gesetz des Landes Mecklenburg-Vorpommern zur Ausführung des Bundesnaturschutzgesetzes (Naturschutzausführungsgesetz – NatSchAG M-V) Vom 23. Februar 2010, geändert durch Artikel 14 des Gesetzes vom 12. Juli 2010      | Liste der Landschaftsschutzgebiete in Mecklenburg-Vorpommern       |
| Niedersachsen          | 1274   | 19,3 %        | Niedersächsisches Ausführungsgesetz zum Bundesnaturschutzgesetz (NAGBNatSchG) vom 19. Februar 2010 zuletzt geändert durch Artikel 3 § 21 des Gesetzes vom 20. Mai 2019 (Nds. GVBl. S. 88)                               | Liste der Landschaftsschutzgebiete in Niedersachsen                |
| Nordrhein-Westfalen    | 3746   | 42,4 %        | Gesetz zur Sicherung des Naturhaushalts und zur Entwicklung der Landschaft (Landschaftsgesetz – LG) In der Fassung der Bekanntmachung vom 21. Juli 2000 zuletzt geändert durch Artikel 1 des Gesetzes vom 16. März 2010 | Liste der Landschaftsschutzgebiete in Nordrhein-Westfalen          |
| Rheinland-Pfalz        | 109    | 30,0 %        | Landesgesetz zur nachhaltigen Entwicklung von Natur und Landschaft (Landesnaturschutzgesetz – LNatSchG) vom 28. September 2005, geändert durch das Gesetz vom 6. Oktober 2015                                           | Liste der Landschaftsschutzgebiete in Rheinland-Pfalz              |
| Saarland               | 372    | 40,2 %        | Gesetz zum Schutz der Natur und Heimat im Saarland – Saarländisches Naturschutzgesetz – (SNG) – vom 5. April 2006, zuletzt geändert durch das Gesetz vom 28. Oktober 2008                                               | Liste der Landschaftsschutzgebiete im Saarland                     |
| Sachsen                | 180    | 30,6 %        | Gesetz über Naturschutz und Landschaftspflege im Freistaat Sachsen (Sächsisches Naturschutzgesetz – SächsNatSchG) vom 6. Juni 2013                                                                                      | Liste der Landschaftsschutzgebiete in Sachsen                      |
| Sachsen-Anhalt         | 135    | 33,7 %        | Naturschutzgesetz des Landes Sachsen-Anhalt (NatSchG LSA) Vom 10. Dezember 2010 | Liste der Landschaftsschutzgebiete in Sachsen-Anhalt               |
| Schleswig-Holstein     | 279    | 9,1 %         | Gesetz zum Schutz der Natur (Landesnaturschutzgesetz – LNatSchG) Vom 24. Februar 2010 | Liste der Landschaftsschutzgebiete in Schleswig-Holstein           |
| Thüringen              | 54     | 23,8 %        | Thüringer Gesetz für Natur und Landschaft (ThürNatG) in der Fassung der Bekanntmachung vom 30. August 2006 | Liste der Landschaftsschutzgebiete in Thüringen                    |
| Deutschland (gesamt)   | 8788   | 26,1 %        | Bundesnaturschutzgesetz |                                                                    |

## Österreich
In Österreich sind die Länder für diesen Bereich zuständig. Es gibt daher in jedem Bundesland Österreichs im Detail voneinander abweichende Regeln. Die Intention ist aber österreichweit dieselbe:

„Ein Landschaftsschutzgebiet ist ein weitgehend naturnahes Gebiet mit besonderem Charakter, einem hohen ästhetischen Wert oder Erholungswert der Landschaft, das derart geschützt ist, dass in einem behördlichen Verfahren die Durchführung von Maßnahmen, die eine erhebliche Beeinträchtigung der Landschaft bewirken, verhindert werden kann.“

Damit sind allgemeine naturschutzrechtliche Gebiete gemeint, deren Schutzgedanke primär das gesamt-landschaftliche Erscheinungsbild – im Wortlaut etwa „landschaftliche Schönheit oder Eigenart“ und Ähnliches – erfasst. Konkreter Naturschutz (Arten- oder Biotopschutz) spielt eine untergeordnete Rolle, ebenso der Wildnisgedanke: Es handelt sich primär um ein Schutzinstrument für Kulturland, auch „im Zusammenwirken mit Nutzungsart und Bauwerken“, und eine Berücksichtigung des Erholungswerts. Auch ist der Schutz nur insofern objektspezifisch, als es sich um „landschaftsprägende Elemente“ handelt. Insgesamt sind die Schutzmaßnahmen beim Landschaftsschutzgebiet geringer als bei anderen Schutzklassen, hat aber wichtige Funktion in Raumplanung, Bebauungsplanung und Regionalentwicklung.

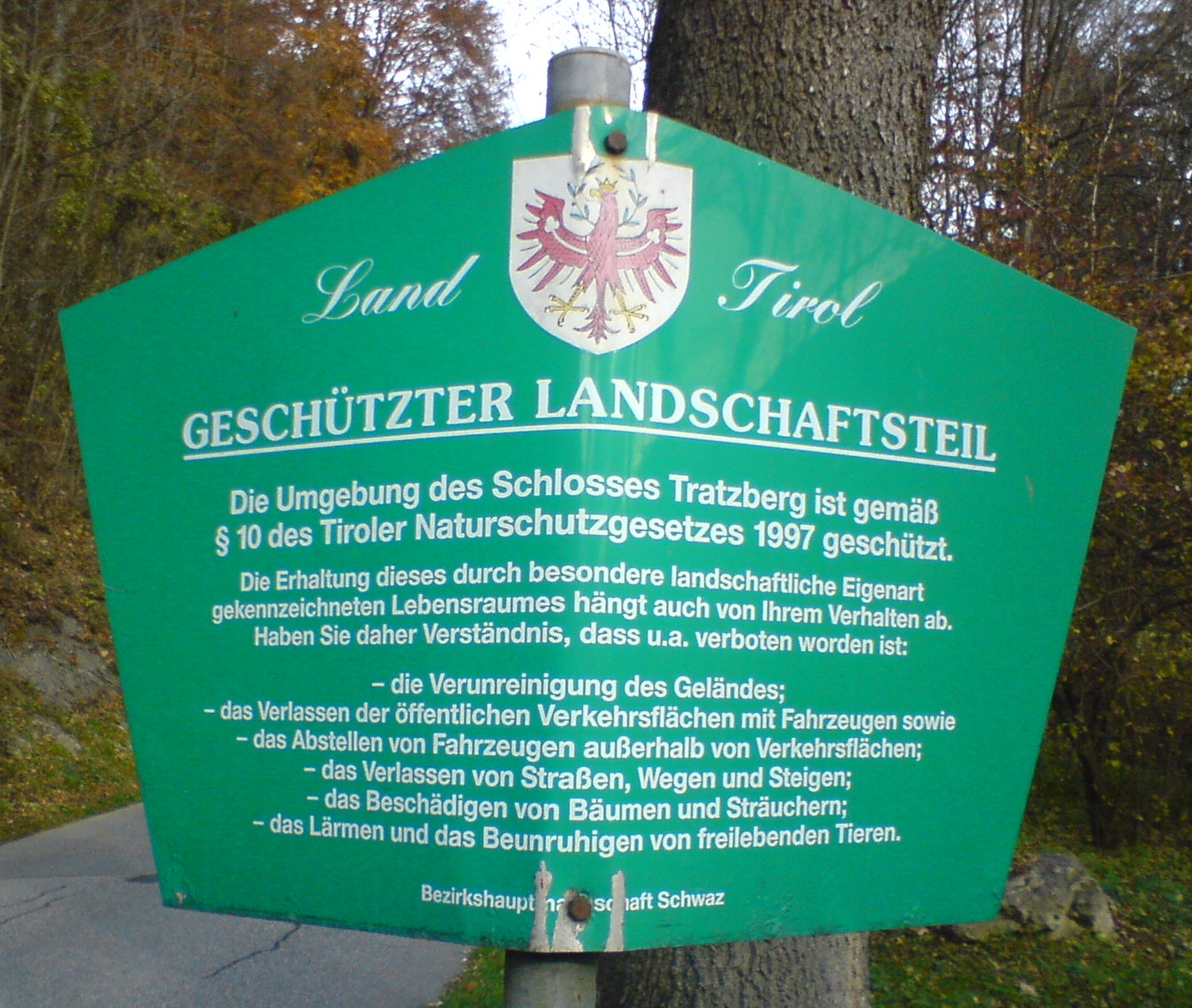
Geschützter Landschaftsteil in Tirol

In allen Bundesländern werden Landschaftsschutzgebiete durch Verordnung erklärt. Der Landschaftsschutz spielt als Instrument in den meisten Bundesländern eine besondere Rolle, hier gehört das Landschaftsschutzgebiet zu den grundlegenden Schutzklassen:
- § 23 Burgenländisches Naturschutz- und Landschaftspflegegesetz 1990
- § 25 Kärntner Naturschutzgesetz 2002
- § 8 NÖ Naturschutzgesetz 2000
- § 11 Oö. Natur- und Landschaftsschutzgesetz 2001
- §§ 16–18 Salzburger Naturschutzgesetz 1999
- § 6 Steiermärkisches Naturschutzgesetz 1976
- § 10 Tiroler Naturschutzgesetz 2005
- § 24 Wiener Naturschutzgesetz

Abweichend davon ist in Vorarlberg (§ 26 Gesetz über Naturschutz und Landschaftsentwicklung Z. 5) das Landschaftsschutzgebiet nur als „Bezeichnung“ zum Schutzziel eines allgemeinen §-26-Schutzgebietes vorgesehen; hier gibt es auch nur zwei solcher Gebiete.
Eingeschränkt auf Gebiete außerhalb der geschlossener Ortschaften sind sie in den Bundesländern Salzburg und Tirol. In Wien ist auch „historische Bedeutung“ explizit genannt, im Burgenland zusätzlich „archäologisch bedeutsame Landschaftsteile“. In Wien ist es auch als zusätzliche Auszeichnung zu den Parkschutzgebieten und dem Schutzgebiet Wald- und Wiesengürtel (nach Bauordnung 1985) vorgesehen, in Oberösterreich ist der Begriff des Naturparks in dem des Landschaftsschutzgebiets integriert. Untersagt oder beschränkt werden laut Schutzgedanke neben gröberer Veränderung der Landschaft, insbesondere gewisse Formen der intensiven Bebauung, Schlägerung oder Aufforstung, Erdbewegungen oder Rohstoffgewinnung, auch Immissionen wie Lärm (Lärmschutz, Wien), die Nutzung für Camping (Steiermark, Salzburg), das Parken abseits der Verkehrsflächen (Salzburg) und Ähnliches.
Im Jahr 2009 gab es 247 Gebiete mit dem Status Landschaftsschutzgebiet. Mit 12.696 km² sind damit rund 15 % des Bundesgebietes unter Landschaftsschutz gestellt. Damit ist der Landschaftsschutz mit die flächenmäßig am intensivst genutzte Schutzklasse Österreichs, und macht etwa drei Fünftel des gesamten nationalen Schutzes (25 % des Bundesgebietes) aus.

## Südtirol
Nach dem Südtiroler Landesgesetz Raum und Landschaft 9/2018 werden Landschaftsschutzgebiete durch die Landschaftsplanung ausgewiesen. Dies sind „vom Menschen mitgestaltete Gebiete, die wegen ihrer landschaftlichen Schönheit und Eigenart, wegen ihrer Naturausstattung oder ihrer Bedeutung für die ortstypische Siedlungsstruktur und Landwirtschaft und wegen ihrer besonderen Erholungseignung oder Eignung als Umgebungsschutz für andere Landschaftsgüter unter Schutz gestellt werden, um ihre Funktion zu erhalten“. Die Ausweisung erfolgt im Landschaftsplan für jeweils ein Gemeindegebiet.